# El escándalo (película de 2019)
El escándalo (título original: Bombshell) es una película dramática estadounidense de 2019 dirigida por Jay Roach y escrita por Charles Randolph. La película está protagonizada por Charlize Theron, Nicole Kidman y Margot Robbie, y se basa en los relatos de las mujeres de Fox News que se propusieron exponer al CEO Roger Ailes por acoso sexual. Los actores John Lithgow, Kate McKinnon, Connie Britton, Malcolm McDowell y Allison Janney aparecen en papeles secundarios.
El proyecto se anunció por primera vez en mayo de 2017, después de la muerte de Ailes, con Roach confirmado como director al año siguiente. Gran parte del elenco se unió ese verano y la filmación comenzó en octubre de 2018 en Los Ángeles. Entró en un estreno limitado en los Estados Unidos el 13 de diciembre de 2019, antes de un lanzamiento amplio el 20 de diciembre, por Lionsgate.
Los resultados de la taquilla de El escándalo fueron una decepción, pero recibió críticas generalmente favorables; los críticos elogiaron las actuaciones del elenco (particularmente de Theron y Robbie) y el maquillaje y el peinado, pero algunos criticaron su guion e inexactitudes. En la 92a edición de los Premios de la Academia, obtuvo tres nominaciones: Mejor Actriz (Theron), Mejor Actriz de Reparto (Robbie) y Mejor Maquillaje y Peinado, ganando la última. La película también recibió dos nominaciones en los 77.os Premios Globo de Oro (para Theron y Robbie), cuatro en los 26.a edición de los Premios del Sindicato de mActores (Theron, Robbie y Kidman, así como la Actuación Sobresaliente de un Elenco en una Película) y tres en la 73a edición de los Premios de la Academia Británica de Cine (Theron, Robbie y Mejor Maquillaje y Peluquería).

## Argumento
El texto de apertura de la película informa a la audiencia que se basa en una historia real, con licencia dramática. Se centra en las presentadoras de noticias de Fox News, Megyn Kelly y Gretchen Carlson, y un personaje de ficción, Kayla Pospisil, acosadas sexualmente por el jefe de la red, Roger Ailes.
Después de moderar el debate republicano de 2016, Kelly se enfrenta a numerosos insultos de Donald Trump, que está molesto porque le preguntó sobre sus comentarios ofensivos hacia las mujeres. Con la presión de la red y después de recibir amenazas de muerte y atención no deseada de los paparazzi, Kelly y Trump finalmente se reconcilian.
Mientras tanto, Carlson es desvinculada como copresentadora del popular programa Fox and Friends, y es transferida a un programa menos popular. Abrumada por comentarios sexistas dentro y fuera del aire, incluso por parte de Ailes, así como por la política misógina de la cadena que exige a las presentadoras que usen vestidos cortos, Carlson se reúne con los abogados Nancy Smith y Neil Mullin, quienes le explican que su contrato le impide demandar a la red, pero que puede demandar a Ailes personalmente.
Pospisil conoce a su compañera de trabajo Jess Carr en su primer día en The O'Reilly Factor, y las dos duermen juntas. Al día siguiente, Ailes comienza a acosar sexualmente a Pospisil. Pospisil comienza a contarle a Carr lo que le sucedió, pero Carr la interrumpe y le dice que no puede involucrarse.
Más tarde, Carlson es despedida, aparentemente por su apoyo en antena a la prohibición federal de armas de asalto, y decide demandar a Ailes. Cuando se dan las noticias al día siguiente, Ailes niega las acusaciones y Kelly admite a su equipo principal que Ailes la acosó sexualmente cuando comenzó en Fox. En las siguientes semanas, a pesar de que otras mujeres expresaron su apoyo público a Ailes, Kelly se niega visiblemente a hacer comentarios sobre las acusaciones de Carlson.
Fox News contrata a la firma Paul Weiss para realizar una investigación interna.
Después de que más mujeres acusan a Ailes, Kelly comienza a encontrar otras mujeres en la red. Kelly visita a Pospisil, y las dos se confían la una a la otra. Kelly le aconseja a Pospisil que se presente, y después de consultar con Carr, ella lo hace. A través de sus abogados, Carlson informa a Ailes que ha grabado conversaciones para respaldar sus reclamaciones. Derrotado, Ailes es despedido por el cofundador de Fox, Rupert Murdoch. Ailes resuelve la demanda de Carlson por $20 millones y una disculpa de Fox, pero el acuerdo contiene un acuerdo de confidencialidad. Fox finalmente pagó a las víctimas de acoso sexual $50 millones, mientras que Ailes y O'Reilly pagaron $65 millones en indemnización.

## Reparto
- Charlize Theron como Megyn Kelly.
- Nicole Kidman como Gretchen Carlson.
- Margot Robbie como Kayla Pospisil.[6]
- John Lithgow como Roger Ailes.
- Malcolm McDowell como Rupert Murdoch.
- Allison Janney como Susan Estrich.
- Kate McKinnon como Jess Carr.
- Connie Britton como Beth Ailes.
- Liv Hewson como Lily.
- Brigette Lundy-Paine como Julia Clarke.
- Mark Duplass como Douglas Brunt.
- Rob Delaney como Gil Norman.
- Stephen Root como Neil Mullen.
- Robin Weigert como Nancy Smith.
- Katie Aselton como Alicia.
- Nazanin Boniadi como Rudi Bakhtiar.
- Andy Buckley como Gerson Zweifac.
- Michael Buie como Bret Baier.
- P. J. Byrne como Neil Cavuto.
- D'Arcy Carden como Rebekah.
- Bree Condon como Kimberly Guilfoyle.
- Kevin Dorff como Bill O'Reilly.
- Alice Eve como Ainsley Earhardt.
- Spencer Garrett como Sean Hannity.
- Ashley Greene como Abby Huntsman.
- Tricia Helfer como Alisyn Camerota.
- Marc Evan Jackson como Chris Wallace.
- Brian d'Arcy James como Brian Wilson.
- Richard Kind como Rudy Giuliani.[7]
- Brooke Smith como Irena Brigante.
- Holland Taylor como Faye.[8]
- Amy Landecker como Dianne Brandi.
- Ben Lawson como Lachlan Murdoch.
- Josh Lawson como James Murdoch.
- Jennifer Morrison como Juliet Huddy.
- Mark Moses como Bill Shine.
- Ahna O'Reilly como Julie Roginsky.
- Tony Plana como Geraldo Rivera.
- Lisa Canning como Harris Faulkner.
- Elisabeth Röhm como Martha MacCallum.
- John Rothman como Martin Hyman.
- Alanna Ubach como Jeanine Pirro.
- Madeline Zima como Edie.
- Anne Ramsay como Greta Van Susteren.

## Producción

### Desarrollo
El 18 de mayo de 2017, poco después de la muerte del exfundador de Fox News, Roger Ailes, Annapurna Pictures se encontraba en las primeras etapas del desarrollo de una película centrada en las denuncias contra Ailes por parte de sus empleadas, incluidas Megyn Kelly y Gretchen Carlson. Se esperaba que Charles Randolph escribiera el guion de la película. El 22 de mayo de 2018, se anunció que Jay Roach había sido contratado para dirigir la película. El 1 de agosto de 2018, se anunció que la película había sido titulada Fair and Balanced, en referencia al antiguo eslogan del canal de noticias. También se anunció que además de Roach, Randolph, Beth Kono, A.J. Dix y Margaret Riley serían los productores de la película y que Denver and Delilah Productions sería la compañía de producción de la cinta. El 9 de octubre de 2018, se anunció que Annapurna Pictures había dejado de producir la película, según informes debido a las preocupaciones sobre el creciente presupuesto de la película. En el momento del anuncio, se confirmó que Bron Studios permanecía a bordo de la película y que, según los informes, los productores estaban considerando a Focus Features, Participant Media y Amblin Entertainment como ayudantes para financiar la película. La semana siguiente, Lionsgate Films comenzó a negociar para unirse a la producción después de que Focus Features y Amblin Entertainment rechazaran el proyecto. A finales de mes, se informó que Lionsgate estaba cerrando un trato para distribuir la película. En diciembre de 2018, se informó que Theodore Shapiro compondría la banda sonora de la película y que Barry Ackroyd serviría como director de fotografía. La película recibió el título provisional Fair and Balanced, antes de ser anunciada como Bombshell en agosto de 2019. Kelly declaró más tarde que no estaba involucrada en la película.

### Casting
Junto a los anuncios de dirección y guion, se informó que Charlize Theron había entrado en negociaciones para interpretar a Megyn Kelly en la película. El 1 de agosto de 2018, se informó que Nicole Kidman había comenzado las negociaciones para interpretar a Carlson y que Margot Robbie estaba en conversaciones para interpretar a un personaje ficticio que sería una productora de la red, y Theron confirmó su participación como protagonista. El 22 de agosto de 2018, se anunció que John Lithgow había sido elegido para el papel de Roger Ailes. En septiembre de 2018, se informó que Allison Janney había sido elegida como la abogada Susan Estrich y que Kate McKinnon había sido elegida para interpretar a una productora ficticia.
En octubre de 2018, se anunció que Malcolm McDowell, Mark Duplass y Alice Eve habían sido elegidos como Rupert Murdoch, Douglas Brunt y Ainsley Earhardt, respectivamente. En noviembre de 2018, se informó que Brigette Lundy-Paine y Liv Hewson habían sido elegidas como dos personajes ficticios y que Alanna Ubach, Elisabeth Röhm, Spencer Garrett, Connie Britton, Ashley Greene, Brooke Smith, Michael Buie, Nazanin Boniadi y Bree Condon habían sido elegidos como Jeanine Pirro, Martha Mac Callum, Sean Hannity, Beth Ailes, Abby Huntsman, Irena Brigante, Bret Baier, Rudi Bakhtiar y Kimberly Guilfoyle, respectivamente. En diciembre de 2018, se anunció que Rob Delaney se había unido al elenco de la película en un papel no revelado y que Ahna O'Reilly había sido elegida como Julie Roginsky. En junio de 2019, Robin Weigert anunció que se había unido al elenco de la película.

### Rodaje
El rodaje de la película comenzó el 22 de octubre de 2018 en Los Ángeles, California.

### Banda sonora
La banda sonora a cargo de Theodore Shapiro incluye veinte canciones. La cantautora ruso estadounidense Regina Spektor compuso el tema principal «One Little Soldier»; la lírica aborda el argumento del filme y las denuncias a Ailes. Sobre el proceso creativo, Spektor comentó «Mientras veíamos esta increíble película en el sofá (del director) Jay (Roach), todos tuvimos una experiencia increíblemente conmovedora… Los sentimientos y las escenas se quedaron conmigo y no me dejaron por días (...) Me senté en el pequeño teclado con todas las pequeñas palabras y melodías que habían estado creciendo y escribí esta canción». El 29 de noviembre de 2019 se estrenó un videoclip oficial con su lírica. En 2020, en la décima edición de los premios Guild of Music Supervisors Awards, «One Little Soldier» ganó la categoría Mejor canción/grabación para una película y Spektor tocó en vivo el tema durante la ceremonia. En 2021 recibió una nominación en los premios de Brasil CinEuphoria Awards en la categoría Mejor canción (original o adaptación).

## Estreno
El estreno de la película estaba programado para el 20 de diciembre de 2019. Sin embargo, se extendió hasta el 13 de diciembre de 2019, en un estreno limitado, que se abrió ampliamente el 20 de diciembre.

## Recepción

### Taquilla
Al 6 de marzo de 2020, El escándalo ha recaudado $31.8 millones en los Estados Unidos y Canadá, y $27.8 millones en otros territorios, para un total mundial de $59.6 millones.
En su fin de semana de estreno limitado, la película ganó $312,100 de cuatro salas de cine para un promedio por lugar de $78,025, el quinto mejor de 2019. La película se amplió en 1480 salas de cine el siguiente fin de semana y, a pesar de que se proyecta que recaudará alrededor de $10 millones, terminó sexto con $5.1 millones. El público era 58% femenino, con 60% entre 18 y 34 años. El siguiente fin de semana, la película ganó $4.7 millones (un total de $8.3 millones durante el marco navideño de cinco días), cayendo al noveno. Los resultados de taquilla de la película fueron vistos como una decepción, ya que The Hill dijo que la presencia de otros proyectos sobre Ailes, como el documental Divide and Conquer: The Story of Roger Ailes y la serie de Showtime The Loudest Voice, había reducido la demanda de una película sobre el tema. Forbes también señaló que el público probablemente no quiera "gastar dinero en el cine y tiempo para ver una película sobre mujeres tratadas terriblemente por hombres poderosos... especialmente (en general) mujeres".

### Crítica
En Rotten Tomatoes, la película tiene una calificación de aprobación del 70% basada en 298 reseñas, con una calificación promedio de 6.72/10. El consenso de críticos del sitio web dice: "Bombshell se beneficia de un elenco excelente y un tema digno, pero su impacto se ve amortiguado por una incapacidad frustrante para profundizar más que la superficie sensacionalista". En Metacritic, la película tiene una puntuación promedio ponderada de 64 de 100, según las críticas de 46 críticos, que indican "críticas generalmente favorables". El público encuestado por PostTrak le dio a la película un promedio de 4 de 5 estrellas, y el 70% dijo que definitivamente la recomendaría.
Owen Gleiberman, de Variety, le dio a la película una crítica positiva y escribió: "Bombshell es una película escalofriante y poderosa sobre lo que se ha convertido en vender en Estados Unidos. La película trata sobre vender sexo, vender un candidato, venderte a ti mismo, vender la verdad. Y sobre cómo en Fox News todas esas cosas se unieron". Todd McCarthy, de The Hollywood Reporter, escribió: "Los actores se lanzan a sus roles con un celo terrible, animados por el diálogo a menudo contundente y los temas en juego".
Moira Macdonald de The Seattle Times escribió que la película "salió mal"; en gran parte debido al "guión cursi de Charles Randolph... que se desarrolla a un ritmo de caricatura más adecuado para una comedia oscura".

### Reacciones de lo representado
En enero de 2020, Kelly publicó un video de 30 minutos en su canal de YouTube de una mesa redonda, que incluyó a ella, Huddy, Bakhtiar, Brunt y la ex productora de Fox News, Julie Zann, y sus reacciones y opiniones después de ver una proyección de la película. El panel confirmó muchos detalles representados, incluyendo tener que hacer el "giro" para mostrar sus cuerpos a Ailes en privado; Zann notó entre lágrimas que la realidad era "peor que eso" y los cineastas "dejaron que Roger fuera fácil". Kelly tuvo un problema particular con la escena en la que el personaje de Robbie culpa a Kelly por no hablar, llamando a la víctima de la escena culpando y señalando que la escena fue "escrita por un hombre"; sin embargo, también señaló que la escena pertenece a la película como un recordatorio de que podría haber hecho más para ayudar a otras víctimas. También sintió que la película "se tomó libertades" con su historia y negó específicamente que le hubiera dicho a Murdoch la pregunta que le haría a Donald Trump antes del debate o que a Ailes le gustó la pregunta. Ella dijo: "La noción de que a Roger le gustaba la pregunta de la 'mujer' de Donald Trump porque creaba controversia y un momento televisivo no era cierta. A Roger no le gustó la pregunta, en absoluto, y estaba muy enojado conmigo por hacerla. En un momento [él] en realidad me dijo: 'No más cosas de empoderamiento femenino'".

## Premios y nominaciones
| Premio                                                            | Fecha de ceremonia       | Categoría                                                         | Nominado(s)                                      | Resultado     | Referencias   |
| ----------------------------------------------------------------- | ------------------------ | ----------------------------------------------------------------- | ------------------------------------------------ | ------------- | ------------- |
| Premios AACTA                                                     | 3 de enero de 2020       | Mejor Actriz Internacional                                        | Charlize Theron                                  | Nominada      | [ 57 ]        |
| Premios AACTA                                                     | 3 de enero de 2020       | Mejor Apoyo Internacional                                         | John Lithgow                                     | Nominado      | [ 57 ]        |
| Premios AACTA                                                     | 3 de enero de 2020       | Mejor Actriz de Reparto Internacional                             | Nicole Kidman                                    | Nominada      | [ 57 ]        |
| Premios AACTA                                                     | 3 de enero de 2020       | Mejor Actriz de Reparto Internacional                             | Margot Robbie                                    | Ganadora      | [ 57 ]        |
| Premios de Películas Para Adultos de AARP                         | 11 de enero de 2020      | Mejor Película Para Adultos                                       | El escándalo                                     | Nominada      | [ 58 ] [ 59 ] |
| Premios de Películas Para Adultos de AARP                         | 11 de enero de 2020      | Elección de los Lectores                                          | El escándalo                                     | Nominada      | [ 58 ] [ 59 ] |
| Premios de Películas Para Adultos de AARP                         | 11 de enero de 2020      | Mejor Actriz de Reparto                                           | Nicole Kidman                                    | Nominada      | [ 58 ] [ 59 ] |
| Premios de Películas Para Adultos de AARP                         | 11 de enero de 2020      | Mejor Conjunto                                                    | El escándalo                                     | Nominada      | [ 58 ] [ 59 ] |
| Premios de la Academia                                            | 9 de febrero de 2020     | Mejor Actriz                                                      | Charlize Theron                                  | Nominada      | [ 60 ]        |
| Premios de la Academia                                            | 9 de febrero de 2020     | Mejor Actriz de Reparto                                           | Margot Robbie                                    | Nominada      | [ 60 ]        |
| Premios de la Academia                                            | 9 de febrero de 2020     | Mejor Maquillaje y Peluquería                                     | Kazu Hiro, Anne Morgan y Vivian Baker            | Ganadoras     | [ 60 ]        |
| Premios BAFTA                                                     | 2 de febrero de 2020     | Mejor Actriz                                                      | Charlize Theron                                  | Nominada      | [ 61 ]        |
| Premios BAFTA                                                     | 2 de febrero de 2020     | Mejor Actriz de Reparto                                           | Margot Robbie                                    | Nominada      | [ 61 ]        |
| Premios BAFTA                                                     | 2 de febrero de 2020     | Mejor Maquillaje y Peluquería                                     | Vivian Baker, Kazu Hiro y Anne Morgan            | Ganadoras     | [ 61 ]        |
| Cine Para la Paz                                                  | 23 de febrero de 2020    | La Película más Valiosa de 2020                                   | El escándalo                                     | Nominada      | [ 62 ]        |
| Cine Para la Paz                                                  | 23 de febrero de 2020    | Premio al Empoderamiento de la Mujer 2020                         | El escándalo                                     | Nominada      | [ 62 ]        |
| Premios de la Crítica Cinematográfica                             | 12 de enero de 2020      | Mejor Actriz                                                      | Charlize Theron                                  | Nominada      | [ 63 ]        |
| Premios de la Crítica Cinematográfica                             | 12 de enero de 2020      | Mejor Actriz de Reparto                                           | Margot Robbie                                    | Nominada      | [ 63 ]        |
| Premios de la Crítica Cinematográfica                             | 12 de enero de 2020      | Mejor Conjunto de Actores                                         | El escándalo                                     | Nominada      | [ 63 ]        |
| Premios de la Crítica Cinematográfica                             | 12 de enero de 2020      | Mejor Maquillaje                                                  | Vivian Baker, Cristina Waltz y Richard Redlefsen | Ganadores     | [ 63 ]        |
| Asociación de Críticos de Cine de Dallas-Fort Worth               | 16 de diciembre de 2019  | Mejor Actriz                                                      | Charlize Theron                                  | Tercer Lugar  | [ 64 ]        |
| Asociación de Críticos de Cine de Dallas-Fort Worth               | 16 de diciembre de 2019  | Mejor Actriz de Reparto                                           | Margot Robbie                                    | Segundo Lugar | [ 64 ]        |
| Sociedad de Críticos de Cine de Detroit                           | 9 de diciembre de 2019   | Mejor Actriz                                                      | Charlize Theron                                  | Nominada      | [ 65 ]        |
| Premios Dorian                                                    | 8 de enero de 2020       | Película de Reparto del Año - Actriz                              | Margot Robbie                                    | Nominada      | [ 66 ] [ 67 ] |
| Círculo de Críticos de Cine de Florida                            | 23 de diciembre de 2019  | Mejor Actriz                                                      | Charlize Theron                                  | Nominada      | [ 68 ]        |
| Círculo de Críticos de Cine de Florida                            | 23 de diciembre de 2019  | Mejor Actor de Reparto                                            | John Lithgow                                     | Subcampeón    | [ 68 ]        |
| Círculo de Críticos de Cine de Florida                            | 23 de diciembre de 2019  | Mejor Actriz de Reparto                                           | Margot Robbie                                    | Subcampeona   | [ 68 ]        |
| GLAAD Media Awards                                                | 19 de marzo de 2020      | Película Sobresaliente - Lanzamiento Amplio                       | El escándalo                                     |               | [ 69 ]        |
| Premios Globo de Oro                                              | 5 de enero de 2020       | Mejor Actriz de Drama                                             | Charlize Theron                                  | Nominada      | [ 70 ] [ 71 ] |
| Premios Globo de Oro                                              | 5 de enero de 2020       | Mejor Actriz de Reparto                                           | Margot Robbie                                    | Nominada      | [ 70 ] [ 71 ] |
| Festival de Cine de Heartland                                     | 10-20 de octubre de 2019 | Premio Verdaderamente Conmovedor                                  | El escándalo                                     | Ganadora      | [ 72 ]        |
| Asociación de Críticos de Hollywood                               | 9 de enero de 2020       | Mejor Actriz                                                      | Charlize Theron                                  | Nominada      | [ 73 ] [ 74 ] |
| Asociación de Críticos de Hollywood                               | 9 de enero de 2020       | Mejor Cabello y Maquillaje                                        | Kazu Hiro, Anne Morgan y Vivian Baker            | Ganadoras     | [ 73 ] [ 74 ] |
| Sociedad de Críticos de Cine de Houston                           | 2 de enero de 2020       | Mejor Actriz                                                      | Charlize Theron                                  | Nominada      | [ 75 ]        |
| Sociedad de Críticos de Cine de Houston                           | 2 de enero de 2020       | Mejor Actriz de Reparto                                           | Margot Robbie                                    | Nominada      | [ 75 ]        |
| Círculo de Críticos de Cine de Londres                            | 30 de enero de 2020      | Actriz del Año                                                    | Charlize Theron                                  | Nominada      | [ 76 ]        |
| Círculo de Críticos de Cine de Londres                            | 30 de enero de 2020      | Actriz de Reparto del Año                                         | Margot Robbie                                    | Nominada      | [ 76 ]        |
| Premios del Gremio de Maquilladores y Estilistas                  | 11 de enero de 2020      | Mejor Maquillaje Contemporáneo                                    | Vivian Baker, Cristina Waltz y Richard Redlefsen | Ganadores     | [ 77 ]        |
| Premios del Gremio de Maquilladores y Estilistas                  | 11 de enero de 2020      | Mejores Efectos Especiales de Maquillaje                          | Vivian Baker, Richard Redlefsen y Kazu Hiro      | Ganadores     | [ 77 ]        |
| Premios del Gremio de Maquilladores y Estilistas                  | 11 de enero de 2020      | Mejor Peinado Contemporáneo                                       | Anne Morgan, Jaime Leigh McIntosh y Adruitha Lee | Ganadores     | [ 77 ]        |
| Festival Internacional de Cine de Palm Springs                    | 2 de enero de 2020       | Premio Estrella Internacional, Actriz                             | Charlize Theron                                  | Ganadora      | [ 78 ]        |
| Círculo de Críticos de Cine del Área de la Bahía de San Francisco | 16 de diciembre de 2019  | Mejor Actriz                                                      | Charlize Theron                                  | Nominada      | [ 79 ]        |
| Círculo de Críticos de Cine del Área de la Bahía de San Francisco | 16 de diciembre de 2019  | Mejor Actriz de Reparto                                           | Margot Robbie                                    | Nominada      | [ 79 ]        |
| Premios Satellite                                                 | 19 de diciembre de 2019  | Mejor Película - Drama                                            | El escándalo                                     | Nominada      | [ 80 ]        |
| Premios Satellite                                                 | 19 de diciembre de 2019  | Mejor Actriz de Drama                                             | Charlize Theron                                  | Nominada      | [ 80 ]        |
| Premios Satellite                                                 | 19 de diciembre de 2019  | Mejor Actriz de Reparto                                           | Nicole Kidman                                    | Nominada      | [ 80 ]        |
| Premios Satellite                                                 | 19 de diciembre de 2019  | Mejor Actriz de Reparto                                           | Margot Robbie                                    | Nominada      | [ 80 ]        |
| Premios del Sindicato de Actores                                  | 19 de enero de 2020      | Excelente Actuación de un Elenco en una Película                  | El escándalo                                     | Nominados     | [ 81 ]        |
| Premios del Sindicato de Actores                                  | 19 de enero de 2020      | Excelente Actuación de una Actriz Femenina en un Papel Principal  | Charlize Theron                                  | Nominada      | [ 81 ]        |
| Premios del Sindicato de Actores                                  | 19 de enero de 2020      | Excelente Actuación de una Actriz Femenina en un Papel Secundario | Nicole Kidman                                    | Nominada      | [ 81 ]        |
| Premios del Sindicato de Actores                                  | 19 de enero de 2020      | Excelente Actuación de una Actriz Femenina en un Papel Secundario | Margot Robbie                                    | Nominada      | [ 81 ]        |
| Asociación de Críticos de Cine de St. Louis                       | 15 de diciembre de 2019  | Mejor Actriz                                                      | Charlize Theron                                  | Nominada      | [ 82 ]        |
| Asociación de Críticos de Cine de St. Louis                       | 15 de diciembre de 2019  | Mejor Actriz de Reparto                                           | Margot Robbie                                    | Ganadora      | [ 82 ]        |
| Círculo Femenino de Críticos de Cine de Estados Unidos            | 9 de diciembre de 2019   | Mejor Película Sobre Mujeres                                      | El escándalo                                     | Nominada      | [ 83 ]        |
| Círculo Femenino de Críticos de Cine de Estados Unidos            | 9 de diciembre de 2019   | Premio Adrienne Shelly                                            | El escándalo                                     | Ganadora      | [ 83 ]        |
| Círculo Femenino de Críticos de Cine de Estados Unidos            | 9 de diciembre de 2019   | Mejores Heroínas de Acción Femenina                               | Las mujeres de El escándalo                      | Nominada      | [ 83 ]        |